# Martin Taylor
Martin Taylor, född 9 november 1979 i Ashington, är en engelsk fotbollsspelare som sedan 2012 spelar i Sheffield Wednesday. Taylor inledde sin professionella karriär i Blackburn Rovers 1997 och tillhörde klubben, med undantag för två perioder då han var utlånad, tills Birmingham köpte honom i februari 2004. 2001 spelade Taylor en match för Englands U21-landslag.
Taylor är kanske mest känd för en tackling mot Eduardo da Silva i matchen mot Arsenal FC den 23 februari 2008 som resulterade i ett brutet ben för Eduardo och ett rött kort för Taylor.